# UAE Tour 2020
L'UAE Tour 2020, seconda edizione della corsa, valevole come terza prova dell'UCI World Tour 2020 categoria 2.UWT, si è svolto in cinque tappe dal 23 al 27 febbraio 2020 su un percorso di 835 km, con partenza da Zabeel e arrivo a Jebel Hafeet, negli Emirati Arabi Uniti. La manifestazione sarebbe dovuta proseguire sino al 29 febbraio su un percorso di 1 177 km con arrivo ad Abu Dhabi, ma la sesta e la settima sono state annullate in quanto due membri della UAE Team Emirates, entrambi di nazionalità italiana, sono risultati positivi al COVID-19. La vittoria fu appannaggio del britannico Adam Yates, che ha completato il percorso in 20h35'04" alla media di 40,565 km/h, precedendo lo sloveno Tadej Pogačar e il kazako Aleksej Lucenko. 
Al traguardo di Jebel Hafeet 133 ciclisti, su 140 partiti da Zabeel, hanno portato a termine la competizione.

## Tappe
| Tappa  | Data        | Percorso                                | km        | Vincitore di tappa | Leader cl. generale |
| ------ | ----------- | --------------------------------------- | --------- | ------------------ | ------------------- |
| 1ª     | 23 febbraio | Zabeel > Al Marjan Island               | 158       | Pascal Ackermann   | Pascal Ackermann    |
| 2ª     | 24 febbraio | Palm Jumeirah > Hatta Dam               | 203       | Caleb Ewan         | Caleb Ewan          |
| 3ª     | 25 febbraio | Sharja > Rafisa Dam                     | 198       | Adam Yates         | Adam Yates          |
| 4ª     | 26 febbraio | Dubai Design District > Dubai City Walk | 171       | Dylan Groenewegen  | Adam Yates          |
| 5ª     | 27 febbraio | Al-'Ayn > Jebel Hafeet                  | 162       | Tadej Pogačar      | Adam Yates          |
| 6ª     | 28 febbraio | Al Ruwais > Al Mirfa                    | 158       | cancellata         | cancellata          |
| 7ª     | 29 febbraio | Al Maryah Island > Abu Dhabi            | 125       | cancellata         | cancellata          |
| Totale | Totale      | Totale                                  | 1 177 835 |                    |                     |

## Squadre e corridori partecipanti
| N.    | Cod. | Squadra                |
| ----- | ---- | ---------------------- |
| 1-7   | ALM  | AG2R La Mondiale       |
| 11-17 | AST  | Astana Pro Team        |
| 21-27 | TBM  | Bahrain-McLaren        |
| 31-37 | BOH  | Bora-Hansgrohe         |
| 41-47 | CPT  | CCC Team               |
| 51-57 | COF  | Cofidis                |
| 61-67 | DQT  | Deceuninck-Quick-Step  |
| 71-76 | GFC  | Groupama-FDJ           |
| 81-87 | ISN  | Israel Start-Up Nation |
| 91-97 | LTS  | Lotto Soudal           |

| N.      | Cod. | Squadra              |
| ------- | ---- | -------------------- |
| 101-107 | MTS  | Mitchelton-Scott     |
| 111-117 | MOV  | Movistar Team        |
| 121-127 | NTT  | NTT Pro Cycling Team |
| 131-137 | INS  | Team Ineos           |
| 141-147 | TJV  | Team Jumbo-Visma     |
| 151-157 | SUN  | Team Sunweb          |
| 161-167 | TFS  | Trek-Segafredo       |
| 171-177 | UAD  | UAE Team Emirates    |
| 181-187 | GAZ  | Gazprom-RusVelo      |
| 191-197 | THR  | Vini Zabù KTM        |

## Dettagli delle tappe

### 1ª tappa
- 23 febbraio: Zabeel > Al Marjan Island – 158 km

Risultati
| Pos. | Corridore        | Squadra | Tempo    |
| ---- | ---------------- | ------- | -------- |
| 1    | Pascal Ackermann | Bora    | 3h29'19" |
| 2    | Caleb Ewan       | Lotto   | s.t.     |
| 3    | Rudy Barbier     | Israel  | s.t.     |

| Pos. | Corridore        | Squadra | Tempo    |
| ---- | ---------------- | ------- | -------- |
| 1    | Pascal Ackermann | Bora    | 3h29'09" |
| 2    | Caleb Ewan       | Lotto   | a 4"     |
| 3    | Veljko Stojnić   | Vini    | a 5"     |

### 2ª tappa
- 24 febbraio: Palm Jumeirah > Hatta Dam – 203 km

Risultati
| Pos. | Corridore     | Squadra    | Tempo    |
| ---- | ------------- | ---------- | -------- |
| 1    | Caleb Ewan    | Lotto      | 4h18'16" |
| 2    | Sam Bennett   | Deceuninck | a 2"     |
| 3    | Arnaud Démare | Groupama   | a 4"     |

| Pos. | Corridore     | Squadra    | Tempo    |
| ---- | ------------- | ---------- | -------- |
| 1    | Caleb Ewan    | Lotto      | 7h47'19" |
| 2    | Sam Bennett   | Deceuninck | a 12"    |
| 3    | Arnaud Démare | Groupama   | a 16"    |

### 3ª tappa
- 25 febbraio: Sharja > Rafisa Dam – 198 km

Risultati
| Pos. | Corridore       | Squadra    | Tempo    |
| ---- | --------------- | ---------- | -------- |
| 1    | Adam Yates      | Mitchelton | 4h42'33" |
| 2    | Tadej Pogačar   | UAE        | a 1'03"  |
| 3    | Aleksej Lucenko | Astana     | a 1'30"  |

| Pos. | Corridore       | Squadra    | Tempo     |
| ---- | --------------- | ---------- | --------- |
| 1    | Adam Yates      | Mitchelton | 12h30'02" |
| 2    | Tadej Pogačar   | UAE        | a 1'07"   |
| 3    | Aleksej Lucenko | Astana     | a 1'35"   |

### 4ª tappa
- 26 febbraio: Dubai Design District > Dubai City Walk – 171 km

Risultati
| Pos. | Corridore         | Squadra | Tempo    |
| ---- | ----------------- | ------- | -------- |
| 1    | Dylan Groenewegen | Jumbo   | 4h16'13" |
| 2    | Fernando Gaviria  | UAE     | s.t.     |
| 3    | Pascal Ackermann  | Bora    | s.t.     |

| Pos. | Corridore       | Squadra    | Tempo     |
| ---- | --------------- | ---------- | --------- |
| 1    | Adam Yates      | Mitchelton | 16h46'15" |
| 2    | Tadej Pogačar   | UAE        | a 1'07"   |
| 3    | Aleksej Lucenko | Astana     | a 1'35"   |

### 5ª tappa
- 27 febbraio: Al-'Ayn > Jebel Hafeet – 162 km

Risultati
| Pos. | Corridore       | Squadra    | Tempo    |
| ---- | --------------- | ---------- | -------- |
| 1    | Tadej Pogačar   | UAE        | 3h48'53" |
| 2    | Aleksej Lucenko | Astana     | s.t.     |
| 3    | Adam Yates      | Mitchelton | s.t.     |

| Pos. | Corridore       | Squadra    | Tempo     |
| ---- | --------------- | ---------- | --------- |
| 1    | Adam Yates      | Mitchelton | 20h35'04" |
| 2    | Tadej Pogačar   | UAE        | a 1'01"   |
| 3    | Aleksej Lucenko | Astana     | a 1'33"   |

### 6ª tappa
- 28 febbraio: Al Ruwais > Al Mirfa – 158 km

cancellata

### 7ª tappa
- 29 febbraio: Al Maryah Island > Abu Dhabi – 125 km

cancellata

## Evoluzione delle classifiche
| Tappa              | Vincitore          | Classifica generale Maglia rossa | Classifica a punti Maglia verde | Classifica sprint intermedi Maglia nera | Classifica giovani Maglia bianca | Classifica a squadre   |
| ------------------ | ------------------ | -------------------------------- | ------------------------------- | --------------------------------------- | -------------------------------- | ---------------------- |
| 1ª                 | Pascal Ackermann   | Pascal Ackermann                 | Pascal Ackermann                | Veljko Stojnić                          | Veljko Stojnić                   | Israel Start-Up Nation |
| 2ª                 | Caleb Ewan         | Caleb Ewan                       | Caleb Ewan                      | Veljko Stojnić                          | Nikolaj Čerkasov                 | Deceuninck-Quick Step  |
| 3ª                 | Adam Yates         | Adam Yates                       | Caleb Ewan                      | Veljko Stojnić                          | Tadej Pogačar                    | UAE Team Emirates      |
| 4ª                 | Dylan Groenewegen  | Adam Yates                       | Caleb Ewan                      | Veljko Stojnić                          | Tadej Pogačar                    | UAE Team Emirates      |
| 5ª                 | Tadej Pogačar      | Adam Yates                       | Caleb Ewan                      | Veljko Stojnić                          | Tadej Pogačar                    | UAE Team Emirates      |
| 6ª                 | cancellata         | Adam Yates                       | Caleb Ewan                      | Veljko Stojnić                          | Tadej Pogačar                    | UAE Team Emirates      |
| 7ª                 | cancellata         | Adam Yates                       | Caleb Ewan                      | Veljko Stojnić                          | Tadej Pogačar                    | UAE Team Emirates      |
| Classifiche finali | Classifiche finali | Adam Yates                       | Caleb Ewan                      | Veljko Stojnić                          | Tadej Pogačar                    | UAE Team Emirates      |

Maglie indossate da altri ciclisti in caso di due o più maglie vinte
- Nella 2ª tappa Caleb Ewan ha indossato la maglia verde al posto di Pascal Ackermann e Nikolaj Čerkasov quella bianca al posto di Veljko Stojnić.
- Nella 3ª tappa Leonardo Tortomasi ha indossato la maglia verde al posto di Caleb Ewan.

## Classifiche finali

### Classifica generale - Maglia rossa
| Pos. | Corridore          | Squadra    | Tempo     |
| ---- | ------------------ | ---------- | --------- |
| 1    | Adam Yates         | Mitchelton | 20h35'04" |
| 2    | Tadej Pogačar      | UAE        | a 1'01"   |
| 3    | Aleksej Lucenko    | Astana     | a 1'33"   |
| 4    | David Gaudu        | Groupama   | a 1'48"   |
| 5    | Rafał Majka        | Bora       | a 2'11"   |
| 6    | Wilco Kelderman    | Sunweb     | a 2'34"   |
| 7    | Il'nur Zakarin     | CCC        | s.t.      |
| 8    | Davide Formolo     | UAE        | a 2'39"   |
| 9    | Diego Ulissi       | UAE        | a 2'47"   |
| 10   | Víctor de la Parte | CCC        | a 2'51"   |

### Classifica a punti - Maglia verde
| Pos. | Corridore       | Squadra    | Punti |
| ---- | --------------- | ---------- | ----- |
| 1    | Caleb Ewan      | Lotto      | 43    |
| 2    | Veljko Stojnić  | Vini Zabù  | 42    |
| 3    | Tadej Pogačar   | UAE        | 39    |
| 4    | Adam Yates      | Mitchelton | 35    |
| 5    | Aleksej Lucenko | Astana     | 33    |

### Classifica sprint intermedi - Maglia nera
| Pos. | Corridore          | Squadra   | Punti |
| ---- | ------------------ | --------- | ----- |
| 1    | Veljko Stojnić     | Vini Zabù | 42    |
| 2    | Leonardo Tortomasi | Vini Zabù | 21    |
| 3    | Cristian Scaroni   | Gazprom   | 18    |
| 4    | Andrea Garosio     | Vini Zabù | 13    |
| 5    | William Clarke     | Trek      | 13    |

### Classifica giovani - Maglia bianca
| Pos. | Corridore       | Squadra  | Tempo     |
| ---- | --------------- | -------- | --------- |
| 1    | Tadej Pogačar   | UAE      | 20h36'05" |
| 2    | David Gaudu     | Groupama | a 46"     |
| 3    | Eddie Dunbar    | Ineos    | a 1'57"   |
| 4    | Niklas Eg       | Trek     | a 2'35"   |
| 5    | Óscar Rodríguez | Astana   | a 4'16"   |

### Classifica a squadre
| Pos. | Squadra           | Tempo     |
| ---- | ----------------- | --------- |
| 1    | UAE Team Emirates | 61h51'55" |
| 2    | Astana Pro Team   | a 3'25"   |
| 3    | CCC Team          | a 5'22"   |
| 4    | Trek-Segafredo    | a 7'04"   |
| 5    | AG2R La Mondiale  | a 7'55"   |